# Saint-Jean-de-Livet
Saint-Jean-de-Livet è un comune francese di 203 abitanti situato nel dipartimento del Calvados nella regione della Normandia.

## Società

### Evoluzione demografica
Abitanti censiti